# Hrabstwo Halls Creek
Hrabstwo Halls Creek (Shire of Halls Creek) – jednostka samorządu terytorialnego w stanie Australia Zachodnia. Liczy 143 030 km² powierzchni, ale zaledwie 3 136 mieszkańców (2006). Ośrodkiem administracyjnym jest miasteczko Halls Creek.
Obszar ten został wydzielony w 1887 jako Zarząd Dróg Kimberley Goldfields. W 1915 uzyskał obecną nazwę, a w 1961 status hrabstwa. Władzę ustawodawczą stanowi rada hrabstwa złożona z ośmiu radnych, którzy powołują (spoza swego grona) dyrektora generalnego hrabstwa, kierującego administracją lokalną. Na terenie hrabstwa znajdują się dwa parki narodowe: Purnululu i Wolfe Creek Meteorite Crater.

## Miejscowości
- Balgo
- Halls Creek
- Warmun